# Gołos Kryma
Gołos Kryma (ros. Голос Крыма) – kolaboracyjne pismo wydawane na okupowanym przez Niemców Krymie w latach 1941–1944.
Po zajęciu Krymu przez wojska niemieckie okupacyjna administracja zaczęła wydawać lokalne gazety. Oprócz pisma „Azat Qırım”, wychodzącego w języku krymskotatarskim, już w grudniu 1941 r. pojawiła się też gazeta w języku rosyjskim „Gołos Kryma”. Ostatni numer wyszedł w kwietniu 1944 r. Łącznie ukazało się 338 numerów. Formalnie była organem prasowym Symferopolskiego Komitetu Muzułmańskiego, choć faktycznie była kontrolowana przez Ministerstwo Propagandy III Rzeszy. Większa część artykułów dotyczyła działalności niemieckich władz okupacyjnych, ale zajmowano się też tematyką rosyjskiej kultury i sztuki. Redaktorem naczelnym gazety był A. Buldiejew, a następnie por. K. Bykowicz z Rosyjskiej Armii Wyzwoleńczej (ROA). Odtąd sprawy związane z ROA regularnie zaczęły się pojawiać na jej łamach.